# Notturno indiano (film)
Notturno indiano (Nocturne indien) è un film del 1989 diretto da Alain Corneau, tratto dall'omonimo romanzo di Antonio Tabucchi.

## Trama
Il francese Rossignol si reca in India sulle tracce di un amico, lo scrittore portoghese Xavier Janata Pinto, che vi è giunto oltre un anno prima per poi scomparirvi.
La sua ricerca comincia da Bombay, dove incontra la prostituta Vimla Sar, che ha avuto una relazione con Xavier e ha scritto a Rossignol per venire in aiuto dell'amico, malato e turbato al punto da bruciare ogni suo scritto. Con la guida del disilluso dottor Ganesh, cerca l'amico tra gli innumerevoli pazienti dell'Ospedale King Edward, senza esito.
Si dirige quindi verso Madras, alla sede della Società teosofica, con la quale Xavier aveva intrattenuto una fitta corrispondenza. Durante il viaggio in treno incontra un anziano ebreo che viaggia sotto il falso nome di Peter Schlemihl e gli racconta della propria esperienza nel lager e in particolare della statua di Shiva Nataraja che il medico nazista che vi conduceva i suoi terribili esperimenti teneva con sé come rappresentazione del ciclo della vita. Solo in seguito, ascoltando casualmente la radio, Rossignol scopre che l'uomo si è recato a Madras per uccidere quel medico che vi si nascondeva da decenni.
L'ultima lettera di Xavier alla Società teosofica, mostratagli da un reticente professore di teosofia, nel quale si definisce un "uccello notturno", lo conduce a Goa, dov'era comunque diretto per accedere agli archivi dei gesuiti portoghesi e svolgere il proprio lavoro di ricercatore. Durante una sosta del viaggio in pullman, incontra una veggente deforme, che non riesce a predirgli nulla, perché non riesce né a capire la sua identità né a rintracciare la sua anima.
Sulla spiaggia di Calangute, intuisce che Xavier si sta nascondendo sotto un'altra identità, Nightingale (uccello notturno, appunto, ma anche la traduzione di Rossignol), e trova tracce della sua presenza, con questo nome, negli hotel della costa. In uno di questi, una sera, incontra una fotografa francese, alla quale racconta del proprio viaggio fin lì come fosse la sceneggiatura per un ipotetico film, descrivendosi però come l'uomo oggetto della ricerca e descrivendo l'"altro" come qualcuno alla ricerca non di una persona, ma di se stesso. L'incontro a distanza, di sguardi, tra i due uomini, avviene solo nelle parole rivolte da Rossignol alla donna, disattesa nel suo desiderio di un degno finale della storia.

## Riconoscimenti
- Premi César 1990[2]
  - Miglior fotografia
  - Candidato per il miglior film
  - Candidato per il miglior regista
  - Candidato per il miglior attore (Jean-Hugues Anglade)
  - Candidato per la migliore attrice non protagonista (Clémentine Célarié)
- Montreal World Film Festival[3]
  - Gran premio speciale della giuria (ex aequo con Mery per sempre di Marco Risi)
  - Premio per il film più popolare del festival
  - Premio FIPRESCI - Menzione speciale